# Pozděchov - kostel
Pozděchov - kostel este o arie protejată (arie specială de conservare — SAC, sit de importanță comunitară — SCI) din Republica Cehă întinsă pe o suprafață de 0,06 ha, integral pe uscat.

## Localizare
Centrul sitului Pozděchov - kostel este situat la coordonatele 49°13′59″N 17°57′11″E / 49.233056°N 17.953056°E.

## Înființare
Situl Pozděchov - kostel a fost declarat sit de importanță comunitară în aprilie 2005 pentru a proteja 1 specie de animale. Situl a fost protejat și ca arie specială de conservare în ianuarie 2016.

## Biodiversitate
Situată în ecoregiunea continentală, aria protejată nu include niciun habitat protejat.
La baza desemnării sitului se află o specie protejată de  mamifere: liliacul mic cu potcoavă (Rhinolophus hipposideros).